# Thamnomys schoutedeni
Thamnomys schoutedeni és una espècie de mamífer rosegador de la família dels múrids. És endèmic de la República Democràtica del Congo, on viu a altituds d'entre 800 i 1.450 msnm. El seu hàbitat natural són els boscos de diferents tipus. Es desconeix si hi ha cap amenaça significativa per a la supervivència d'aquesta espècie. L'espècie fou anomenada en honor del zoòleg belga Henri Schouteden.